# Melanagromyza gressitti
Melanagromyza gressitti är en tvåvingeart som beskrevs av Mitsuhiro Sasakawa 1963. Melanagromyza gressitti ingår i släktet Melanagromyza och familjen minerarflugor.
Artens utbredningsområde är Thailand. Inga underarter finns listade i Catalogue of Life.